# مسافران (مجموعه تلویزیونی)
مسافران یک مجموعه تلویزیونی ایرانی به کارگردانی رامبد جوان و نویسندگی پیمان قاسم خانی و مهراب قاسم‌خانی، سروش صحت، خشایار الوند، حمید برزگر، علیرضا ناظر فصیحی و تهیه‌کنندگی محسن چگینی است که از ۲۹ تیر تا ۲۶ آذر ۱۳۸۸ از شبکه سه سیما پخش شده است.
فیلمبرداری مسافران در بهار ۱۳۸۸ در منطقه زعفرانیه تهران آغاز و در آبان همان سال به پایان رسید، شهرام کیور آن را تدوین و سعید ذهنی، موسیقی متن را ساخت. این مجموعه ابتدا قرار بود در ۵۰ قسمت روی آنتن برود که بعداً به ۷۰ قسمت افزایش یافت، سریال به سفارش گروه فیلم و سریال شبکه سه تهیه شد. اپیزود فراموشی از بهترین قسمت‌های سریال مسافران است.

## داستان
موجودات فضایی با تصور اینکه ساکنان زمین تهدیدی برای موجودات جهان هستند گروهی را روانه این سیاره می‌کنند تا با زمینی‌ها، رفتار و فرهنگ آن‌ها بیشتر آشنا شوند و به این ترتیب در مورد نابود کردن آن‌ها در صورت لزوم تصمیم بگیرند. این گروه چهار نفره در هیبت انسانی در قالب یک زوج به نام‌های بهرام (حسن معجونی) و ناهید (سحر دولتشاهی) یک دختر جوان ستاره (شقایق دهقان) و یک پسر جوان شهاب (نصرالله رادش) که در واقع رباتی انسان نما و قدیمی‌ست به زمین فرستاده می‌شوند. آنها در خانه دو برادر به نام‌های فرخ افروخته (حمید لولایی) و فرید افروخته (رامبد جوان) به عنوان مستأجر ساکن می‌شوند و تظاهر می‌کنند که از سوئد آمده‌اند. فرید یک نویسنده است و مشکلات فراوانی دارد. او در ادامه متوجه می‌شود که آنها فضایی هستند. در هر قسمت این سریال در مورد یکی از عادات بد انسان‌ها بحث می‌شود و در پایان آن داستان، بهرام گزارش خود را به کنفدراسیون راه شیری می‌فرستد.

## بازیگران
| بازیگر            | شخصیت                                     | نقش                                                                               |
| ----------------- | ----------------------------------------- | --------------------------------------------------------------------------------- |
| رامبد جوان        | فرید افروخته                              | پدر فربد، برادر فرخ و فرخنده، همسر سابق نسترن                                     |
| حمید لولایی       | فرخ افروخته                               | برادر فرید و فرخنده، عموی فربد، برادر شوهر سابق نسترن، دوست شریفی و منوچهر و بیژن |
| حسن معجونی        | بهرام کیهانی                              | دانشمند فضایی‌ها، همسر ناهید، پدر ستاره و شهاب                                     |
| سحر دولتشاهی      | ناهید کیهانی                              | فرمانده فضایی‌ها، همسر بهرام، مادر ستاره و شهاب                                    |
| شقایق دهقان       | ستاره کیهانی                              | آنالیزور فضایی‌ها، دختر بهرام و ناهید، خواهر شهاب،                                 |
| نصرالله رادش      | شهاب کیهانی/شصت و یک/شصت و پنج/پنجاه و نه | ربات فضایی‌ها، پسر بهرام و ناهید، برادر ستاره                                      |
| مریم شیرازی       | نسترن                                     | مادر فربد، همسر سابق فرید، زن برادر سابق فرخ و فرخنده                             |
| پروین قائم‌مقامی   | فرخنده افروخته                            | خواهر فرخ و فرید، عمه فربد، خواهر شوهر سابق نسترن                                 |
| حامد کیازال       | فربد افروخته                              | پسر فرید و نسترن، برادرزاده فرخ و فرخنده                                          |
| اصغر حیدری        | شریفی                                     | مشاور املاک، دوست فرخ و منوچهر و بیژن                                             |
| رضا کریمی         | منوچهر                                    | دوست فرخ و شریفی                                                                  |
| محسن زعیمی        | بیژن                                      | دوست فرخ و شریفی و منوچهر                                                         |
| ‏نگار پیل آرام‏     | افسر                                      | همسر شریفی                                                                        |
| سمیه سنقری‏        | شبنم                                      | همسر منوچهر                                                                       |
| ‏مرتضی اکبری‏       | جناب سروان                                | پلیس کلانتری محل                                                                  |
| احمد ایراندوست    | رئیس کنفدراسیون                           | رئیس کنفدراسیون راه شیری                                                          |
| رضا شفیعی‌جم       | سناتور زورگ                               | سناتور کنفدراسیون راه شیری                                                        |
| فرهاد قائمی مهدوی | عنایت                                     | همسر فرخنده                                                                       |
| میثاق جمشیدی      | سیا کله اسبی، جلال                        | مواد فروش، خواستگار ستاره، کارمند ترمینال                                         |
| مهدی محمدزاده     | فرزاد                                     | کمک‌کننده به فرید برای نجات دنیا، رئیس اداره مبارزه با آلودگی هوا، پسر عموی فرخ    |

## قسمت‌ها
- قسمت ۱: مستأجر ۱
- قسمت ۲: مستأجر ۲
- قسمت ۳: مأموریت
- قسمت ۴: برخورد اول
- قسمت ۵: بازداشتگاه
- قسمت ۶: میزها و انسان‌ها
- قسمت ۷: خواستگاری
- قسمت ۸: دعوت به مراسم آش‌خوری
- قسمت ۹: سوپر ترانزیستور
- قسمت ۱۰: برخورد نزدیک
- قسمت ۱۱: تولدت مبارک
- قسمت ۱۲: خندق بلا
- قسمت ۱۳: آنفولانزا
- قسمت ۱۴: دارا و ندار ۱
- قسمت ۱۵: دارا و ندار ۲
- قسمت ۱۶: می‌رویم بلال بخوریم
- قسمت ۱۷: مهمان ناخوانده ۱
- قسمت ۱۸: مهمان ناخوانده ۲
- قسمت ۱۹: عزاداران ناشی
- قسمت ۲۰: مردان مریخی زنان ونوسی ۱
- قسمت ۲۱: مردان مریخی زنان ونوسی ۲
- قسمت ۲۲: آیین دوست‌یابی
- قسمت ۲۳: برادر کشی
- قسمت ۲۴: ۶۱ آدم می‌شود
- قسمت ۲۵: ۶۵ وارد می‌شود
- قسمت ۲۶: پایان دنیا ۱
- قسمت ۲۷: پایان دنیا ۲
- قسمت ۲۸: پایان دنیا ۳
- قسمت ۲۹: قدرت
- قسمت ۳۰: رقیب ۱
- قسمت ۳۱: رقیب ۲
- قسمت ۳۲: رقیب ۳
- قسمت ۳۳: زمینی‌ها به فضا می‌روند
- قسمت ۳۴: فراموشی ۱
- قسمت ۳۵: فراموشی ۲
- قسمت ۳۶: فراموشی ۳
- قسمت ۳۷: فراموشی ۴
- قسمت ۳۸: آلودگی هوا
- قسمت ۳۹: خارگوت ۱
- قسمت ۴۰: خارگوت ۲
- قسمت ۴۱: خارگوت ۳
- قسمت ۴۲: مشکل مردانه
- قسمت ۴۳: تنهایی ۱
- قسمت ۴۴: تنهایی ۲
- قسمت ۴۵: تاوان ۱
- قسمت ۴۶: تاوان ۲
- قسمت ۴۷: دزدان
- قسمت ۴۸: در آغوش خانواده ۱
- قسمت ۴۹: در آغوش خانواده ۲
- قسمت ۵۰: در آغوش خانواده ۳
- قسمت ۵۱: مرد عوضی ۱
- قسمت ۵۲: مرد عوضی ۲
- قسمت ۵۳: آمار چیست و به چه درد می‌خورد ۱
- قسمت ۵۴: آمار چیست و به چه درد می‌خورد ۲
- قسمت ۵۵: فواید تحصیلات
- قسمت ۵۶: مد چیست و به چه درد می‌خورد
- قسمت ۵۷: مسافران پولدار می‌شوند ۱
- قسمت ۵۸: مسافران پولدار می‌شوند ۲
- قسمت ۵۹: مسافران پولدار می‌شوند ۳
- قسمت ۶۰: هنر چیست
- قسمت ۶۱: زمینی‌ها به چه می‌خندند
- قسمت ۶۲: شکارچی فضایی‌ها ۱
- قسمت ۶۳: شکارچی فضایی‌ها ۲
- قسمت ۶۴: شکارچی فضایی‌ها ۳
- قسمت ۶۵: زهره ۱
- قسمت ۶۶: زهره ۲
- قسمت ۶۷: صعود و سقوط بهرام ۱
- قسمت ۶۸: صعود و سقوط بهرام ۲
- قسمت ۶۹: مردها گریه نمی‌کنند ۱
- قسمت ۷۰: مردها گریه نمی‌کنند ۲

## نقد و بررسی
- هادی معیری نژاد منتقد در گفت‌وگو با ایسنا: قوی‌تر بودن گزارش پایانی از نکات خوب «مسافران» است و طراحی آن به‌گونه‌ای بوده است که از سایر بخش‌های سریال مجزا به نظر برسد، البته بینندگان، «مسافران» را در یک کلیت می‌بینند و این سریال را دوست دارند. در نگارش گزارش پایانی دست نویسندگان بازتر بوده است، چرا که نوشتن آن نیاز به خلق موقعیت نمایشی ندارد، بنابراین این بخش قوی‌تراست. یکی از المان‌های اصلی طنز ایجاد تقابل بین دو دیدگاه متفاوت است که در «مسافران» میان فضایی‌ها و زمینی‌ها و به عبارت بهتر، ایرانی‌ها به وجود آمده است. برخی رفتارها و اخلاق ایرانیان در این سریال در چارچوب طنز برجسته و این تقابل باعث ایجاد موقعیت‌های کمدی و خنده‌دار شده است. به نظر می‌رسد رامبد جوان به‌دنبال مرزهای نوینی در ارائهٔ هنری آثارش می‌گردد. او فرد پرانرژی و پرتحرکی است و جست‌وجوی مرزهای نو در آثارش مشاهده می‌شود. «مسافران» هم نسبت به «ماه عسل» اثر بهتری محسوب می‌شود. حمید لولایی در «مسافران» نقش فردی عصبی و بدجنس (فرخ) را بازی می‌کند البته او این نقش را بارها بازی کرده است. هرچند که فرخ باعث ایجاد خنده می‌شود، ولی میمیک جالب صورت معجونی جذابیت بیشتری دارد. از اشکالات سریال نیز مثلاً یکی از قسمت‌های ابتدایی «مسافران» مربوط به آشنایی گروه فضایی با دروغ‌گویی و وانمودکردن بود این در حالیست که آنان از ابتدا وانمود کرده بودند که از سوئد به ایران آمده‌اند.[۴]
- حسن محمودی منتقد در گفت‌وگو با ایسنا: برخی شخصیت‌ها مانند بهرام (با بازی حسن معجونی) به علت توانایی بازیگر تکمیل و باورپذیرتر شده است. معجونی بازیگری تئاتر است و برای مخاطب بکرتر است. شخصیت فرید مخاطب را به یاد بازی‌های سابق جوان می‌اندازد، البته به نظر می‌آید خواسته‌های او به عنوان کارگردان (فرید) را شکل می‌دهد تا عملکرد فیلمنامه‌نویسان. کارگردانی رامبد جوان هم نسبت به سریال قبلی او تکمیل‌تر شده است، البته او از عهدهٔ ساخت مجموعه‌هایی مانند «گم‌گشته» بهتر بر می‌آید چون جنس این‌گونه آثار را بهتر می‌شناسد.[۵]
- علی افشار منتقد در گفت‌وگو با ایرنا: قوت مجموعه مسافران بیشتر در فیلمنامه آن است و فاصله بین فیلمنامه و کارگردانی کاملاً مشهود است. پیمان قاسم‌خانی و گروهش قبلاً هم سریال‌های طنز شبانه نوشته‌اند و از تجربه خوبی در این ژانر برخوردارند. فیلمنامه مسافران از ظرایفی برخوردار است که در اجرا نیز دیده می‌شود.[۶]
- همشهری آنلاین: در سریالی که یک پای آن موجودات فضایی هستند طبیعتاً جلوه‌های ویژه جزو انتظارات نرمال مخاطب است و ارائه ضعیف این تکنیک (که البته قوی آن هم در این ساختار تولید انتظار نمی‌رود) سریال را دچار یک ضعف ناگزیر می‌کند؛ ضعفی که مسافران نیز با آن دست به گریبان است و تمهیداتی مثل به گوش رسیدن صدای ماشین از شهاب و… نیز چندان دلچسب نیست.[۷]
- طهماسب صلح‌جو منتقد سینما و تلویزیون: سریال مسافران از نظر موضوع روابط اجتماعی، عادتها و سنت‌های مردم را با شیوه ای نو نقد می‌کند، یعنی یک طرف را محکوم نکرده تا حق را به طرف دیگر بدهد. در این سریال یکجور خودبینی با زبان طنز وجود دارد که خیلی هم جذاب است و میدان انتقاد همه جامعه را در برمی گیرد حتی عوامل ساخت این سریال را به چالش می‌کشد. مجموعه مسافران با بازی خوب بازیگران، توانسته جایگاه خوبی را در میان مخاطبان خود ایجاد کرده و عنصر بازیگر در این طنز خیلی مؤثر و تأثیرگذار است. از نظر نوع مدل پرداخت داستان تازگی‌هایی دارد، اینکه چند انسان از فضا به زمین بیایند و در روابط مردم عامی نقشی داشته باشند، این مجموعه را با طنزهای جاری تلویزیون متفاوت کرده است.[۸]